# Плыкин, Владимир Владимирович
Владимир Владимирович Плыкин (род. 24 августа 1967) — российский бегун-марафонец. Выступал на профессиональном уровне в 1990-х годах, чемпион России, победитель и призёр ряда крупных международных стартов на шоссе, участник Кубка мира по марафону в Афинах. Мастер спорта России. Представлял Тольятти, физкультурно-спортивное общество профсоюзов и клуб «Лада». Тренер по лёгкой атлетике.

## Биография
Владимир Плыкин родился 24 августа 1967 года. Занимался лёгкой атлетикой в городе Тольятти Самарской области под руководством тренера Владимира Александровича Матрина, выступал за физкультурно-спортивное общество профсоюзов и клуб «Лада».
Впервые заявил о себе в сезоне 1993 года, когда с результатом 2:19:14 закрыл двадцатку сильнейших на открытом чемпионате России по марафону в Калининграде.
В 1994 году финишировал четвёртым на открытом чемпионате России по марафону в Калининграде, с личным рекордом 2:14:58 одержал победу на марафоне в люксембургском Эхтернахе.
В 1995 году в составе российской сборной стартовал на Кубке мира по марафону в Афинах — занял 15-е место в личном зачёте и вместе с соотечественниками расположился на пятой строке мужского командного зачёта. Позднее на открытом чемпионате России по марафону в Зеленоградске с результатом 2:16:28 превзошёл всех соперников и завоевал золотую награду. Был седьмым на Пражском марафоне и пятым на марафоне в Эхтернахе.
В 1996 году показал 12-й результат на Белградском марафоне.
В 1997 году победил на Бермудском международном марафоне в Гамильтоне, занял 29-е место на Белградском марафоне, четвёртое место на Московском международном марафоне мира.
Окончил факультет физической культуры и спорта Самарского государственного педагогического университета (Тольяттинский филиал), работал тренером в Спортивной школе олимпийского резерва № 3 в Тольятти, учителем физкультуры в тольяттинской школе № 82
Брат-близнец Николай Плыкин так же добился успеха в марафонском беге.